# Pierre-Michel-François Chevalier
Pour les articles homonymes, voir Chevalier.
Pierre-Michel-François Chevalier dit Pitre-Chevalier est un auteur, historien et journaliste breton, né le 16 novembre 1812 à Paimbœuf (Loire-Inférieure) et mort à Paris le 15 juin 1863. Il est rédacteur en chef du Figaro et directeur du Musée des familles.

## Biographie
Pierre-Michel-François Chevalier naît le 16 novembre 1812 à Paimbœuf (Loire-Inférieure), de  Pierre Chevalier, charpentier de marine, constructeur de navires, et de Perrine Françoise Langevin. Rédacteur en chef du Figaro à la suite d'Alphonse Karr, il devient directeur du Musée des familles, fondée en 1834. À ce titre, il fait publier de 1851 à 1855 les premières nouvelles de Jules Verne, avec qui il collabore à l'écriture en 1852 de la comédie-proverbe Les Châteaux en Californie.
Il épouse Camille Decan de Chatouville en 1835 à Paris, avec pour témoin le vicomte Alfred de Vigny. Ensemble, ils ont une fille, Marguerite Pitre-Chevalier.
Il eut l'ambition de devenir un « Walter Scott breton », mais ses romans historiques n'eurent pas le succès qu'il escomptait ; il se tourna alors vers l'histoire proprement dite avec davantage de succès : son livre La Bretagne ancienne et moderne, publié en 1844 et plusieurs fois réédité, eut une réelle influence, suscitant des vocations de militants à la cause bretonne.
La station de Villers-sur-Mer est fondée par Félix Pigeory, architecte à Paris, créateur et rédacteur de la Revue des Beaux-Arts, et par Pitre-Chevalier, qui a sans doute découvert le site par l'intermédiaire de son prédécesseur à direction du journal Le Figaro, Alphonse Karr. Pierre-Michel-François Chevalier choisit un terrain faisant face à la baie de Seine pour faire édifier la villa Durenne, qui hébergera par la suite l'Office du Tourisme.
Pitre-Chevalier meurt le 15 juin 1863 à Paris, au 37 bis rue d'Artois, où une plaque commémorative a été apposée.

## Œuvres
(Source : Bibliothèque nationale de France).

### Ouvrages historiques

#### Romans historiques
- Jeanne de Montfort (époque guerrière, 1342), règne de Philippe de Valois. (W. Coquebert, 1840)
- Michel Columb (1841)
- Aliénor, prieure de Lok-Maria, 1842
- Conan le Têtu (1843)

#### Livres d'histoire
- La Bretagne ancienne et moderne. (W. Coquebert, 1844)
- Bretagne et Vendée. Histoire de la Révolution française dans l'ouest. (W. Coquebert, 1845-1848) ; ce livre a été plusieurs fois réédité.
- Nantes et la Loire-Inférieure : monuments anciens et modernes, sites & costumes pittoresques (Charpentier Père, Fils et Cie. Nantes , 1850), écrit en collaboration avec Émile Souvestre.
- Histoire des guerres de la Vendée comprenant l'histoire de la Révolution dans la Bretagne, l'Anjou, le Poitou, le Maine et la Normandie. (Paris : Didier, 1851)
- Les révolutions d'autrefois. Chroniques de la Fronde, 1648-1652. (V. Lecou, 1852)
- Les Reines s'en vont... (Musée des familles, 1853)
- Les Costumes et ornements ecclésiastiques. (Musée des familles, 1857)
- Les Prédicateurs de notre temps. Le Père Lavigne. (Nice : impr. de Caisson, 1862)

### Romans
- Donatien (1838).

### Livrets
- Air final de Velléda, opéra en deux actes. (sans date)
- Duo de Cynodocée opéra en cinq actes. (sans date)

### Nouvelles
- Brune et blonde. (W. Coquebert, 1841)
- Porte à porte. (De Vigny, 1843)
- Celle que j'aime. (Le livre des feuilletons, 1843)
- Une histoire de revenants. (Le livre des feuilletons, 1843)
- Le mauvais parti. (De Vigny, 1843)

## Hommages
Nantes, Quimper et Paimbœuf ont chacune une rue qui porte de nom de Pitre-Chevalier, de même qu'un boulevard de Villers-sur-mer. Pitre-Chevalier est mentionné dans un poème des Odes funambulesques de Théodore de Blanville, pour constater sa « fécondité prodigieuse ». Une plaque commémorative a été apposée au 37bis rue d'Artois à Paris, immeuble où est décédé Pierre-Michel-François Chevalier.